# Herwig Kircher
Herwig Kircher, né le 18 mars 1955 à Treffen bei Villach (Autriche), est un footballeur international autrichien, jouant au poste de milieu de terrain. Il effectue l'essentiel de sa carrière en Autriche, excepté un passage par le Stade lavallois de 1979 à 1981.

## Biographie
Champion d'Autriche en 1974 avec le SK VÖEST Linz, Herwig Kircher dispute la Coupe des clubs champions la saison suivante, éliminé par le FC Barcelone de Johan Cruyff. Il devient international autrichien à la même période, obtenant deux sélections.

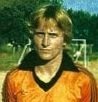
Kircher en 1979 avec Laval.

Sa notoriété ne dépasse pas les frontières de son pays lorsqu'il rejoint en juillet 1979 le Stade lavallois. Il justifie rapidement le choix des dirigeants mayennais au poste de demi défensif, où il se fait remarquer dès l'entame de la saison par son activité débordante et sa complémentarité avec Patrick Delamontagne. Opéré des deux ménisques en décembre 1979 et juillet 1980, il connaît ensuite une longue traversée du désert compliquée encore davantage par une tenace tendinite. Il fait son retour avec l'équipe réserve en mars 1981 et réapparait dans l'équipe première en fin de saison. Son contrat n'est pas renouvelé à l'intersaison 1981, du fait de son statut d'étranger. Il fait alors son retour en Autriche où il termine sa carrière.